# C/2006 P1 (McNaught)
Pour les articles homonymes, voir Comète McNaught.
C/2006 P1 (McNaught) est une comète non périodique qui a été découverte le 7 août 2006 par l'astronome scotto-australien Robert H. McNaught en utilisant le Uppsala Southern Schmidt Telescope, en Australie.
La comète est passée à son périhélie le 12 janvier 2007 et devint visible à l’œil nu, près de Vénus et des constellations de l'Aigle et d'Ophiuchus au coucher du soleil dans l'hémisphère nord. Elle a atteint une magnitude apparente de -2. Début 2007, elle devint l'une des comètes les plus brillantes de ces dernières décennies et fut observée dans l'hémisphère sud aussi bien depuis les villes que dans les observatoires astronomiques. Elle est à ce titre considérée comme la grande comète de 2007.
Elle fut la comète la plus brillante en plus de 40 ans et fut facilement visible pour les observateurs de l'hémisphère sud en janvier et en février 2007.

## Découverte
L'astronome Robert H. McNaught découvrit la comète sur une image CCD le 7 août 2006 lors d'observations de routine pour le Siding Spring Survey, qui recherchait des objets proches de la Terre qui pourraient présenter un risque de collision avec la Terre. La comète fut découverte dans la constellation d'Ophiuchus à une magnitude apparente de +17. D'août à novembre 2006, la comète fut imagée et traquée alors qu'elle traversait les constellations d'Ophiuchus et du Scorpion, devenant aussi brillante que magnitude +9, ce qui était alors cependant encore trop faible pour qu'elle soit visible à l'œil nu. Ensuite, pendant la majeure partie du mois de décembre, la comète fut perdue dans l'éclat du Soleil[réf. nécessaire].
Lors de sa réobservation, il devint clair que la comète devenait rapidement plus brillante, devenant visible à l'œil nu début janvier 2007. Elle fut visible par les observateurs de l'hémisphère nord, dans le Sagittaire et les constellations voisines, jusqu'autour du 13 janvier. La comète passa au périhélie le 12 janvier à une distance de 0,17 unité astronomique. Ce fut suffisamment près du Soleil pour que la comète soit observable par l'Observatoire solaire et héliosphérique (SOHO). La comète entra dans le champ de la caméra LASCO C3 de l'observatoire spatial le 12 janvier et fut observable en temps quasi-réel sur le web. La comète quitta le champ de SOHO le 16 janvier. En raison de sa proximité avec le Soleil, les observateurs au sol dans l'hémisphère nord n'eurent qu'une courte fenêtre pour voir la comète et la comète ne pouvait être observée que pendant le crépuscule brillant[réf. nécessaire]
Lorsque C/2006 P1 (McNaught) passa au périhélie le 12 janvier, elle devint la comète la plus brillante depuis C/1965 S1 (Ikeya-Seki) en 1965. La comète fut surnommée « la grande comète de 2007 » par Space.com. Les 13 et 14 janvier 2007, la comète atteignit la magnitude apparente minimale (correspondant à sa brillance maximale) de −5,5.

Images de la comète McNaught en janvier 2007
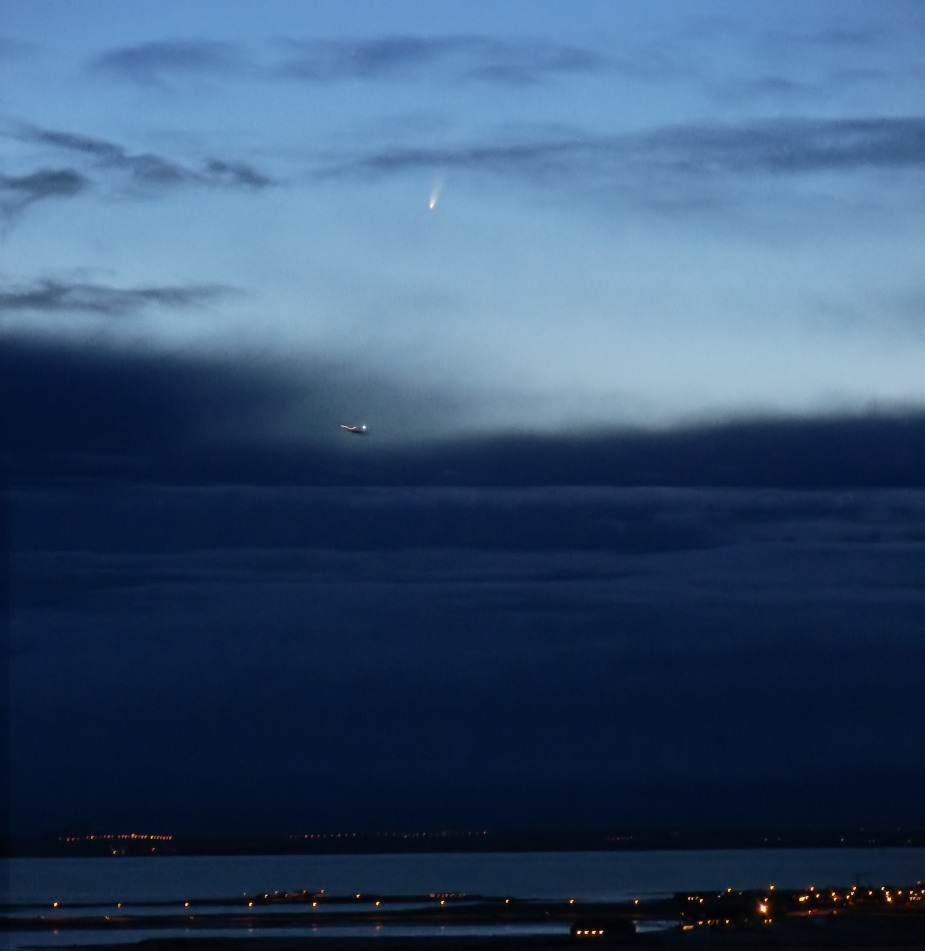
Au-dessus de l'Islande le 9 janvier.
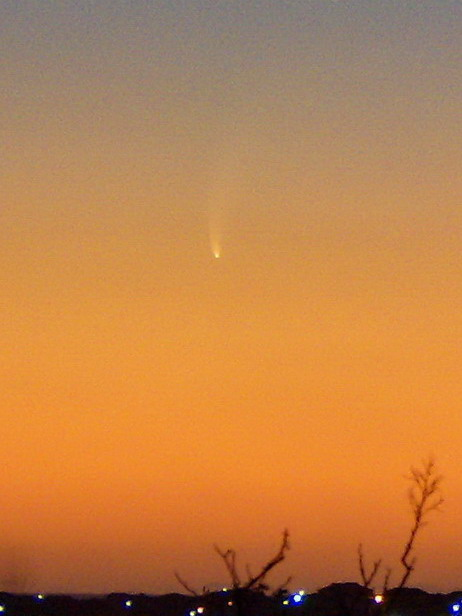
Juste après le coucher de soleil depuis Perth, en Australie-Occidentale, le 16 janvier.
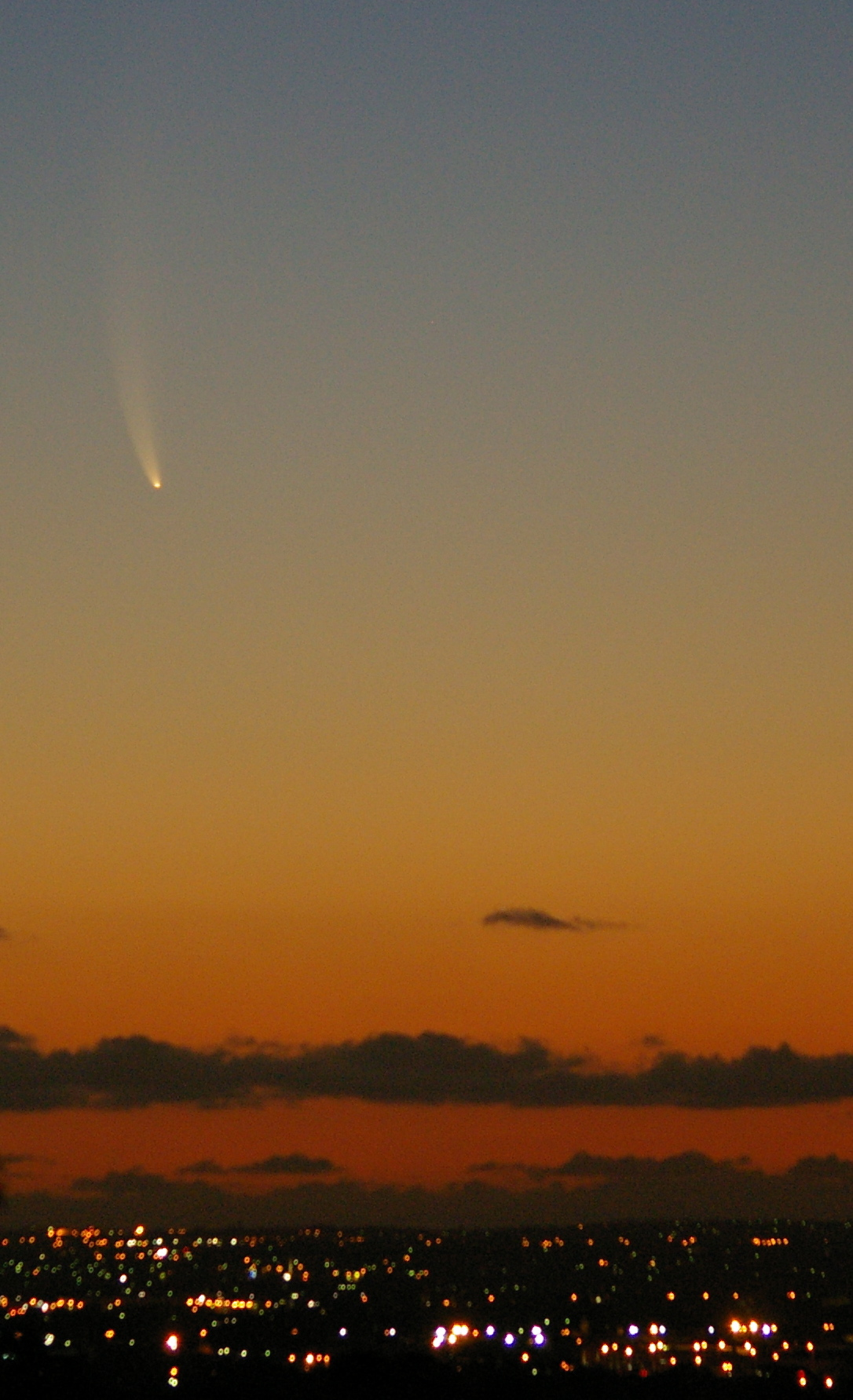
Au-dessus de Perth le 17 janvier à 21 heures.
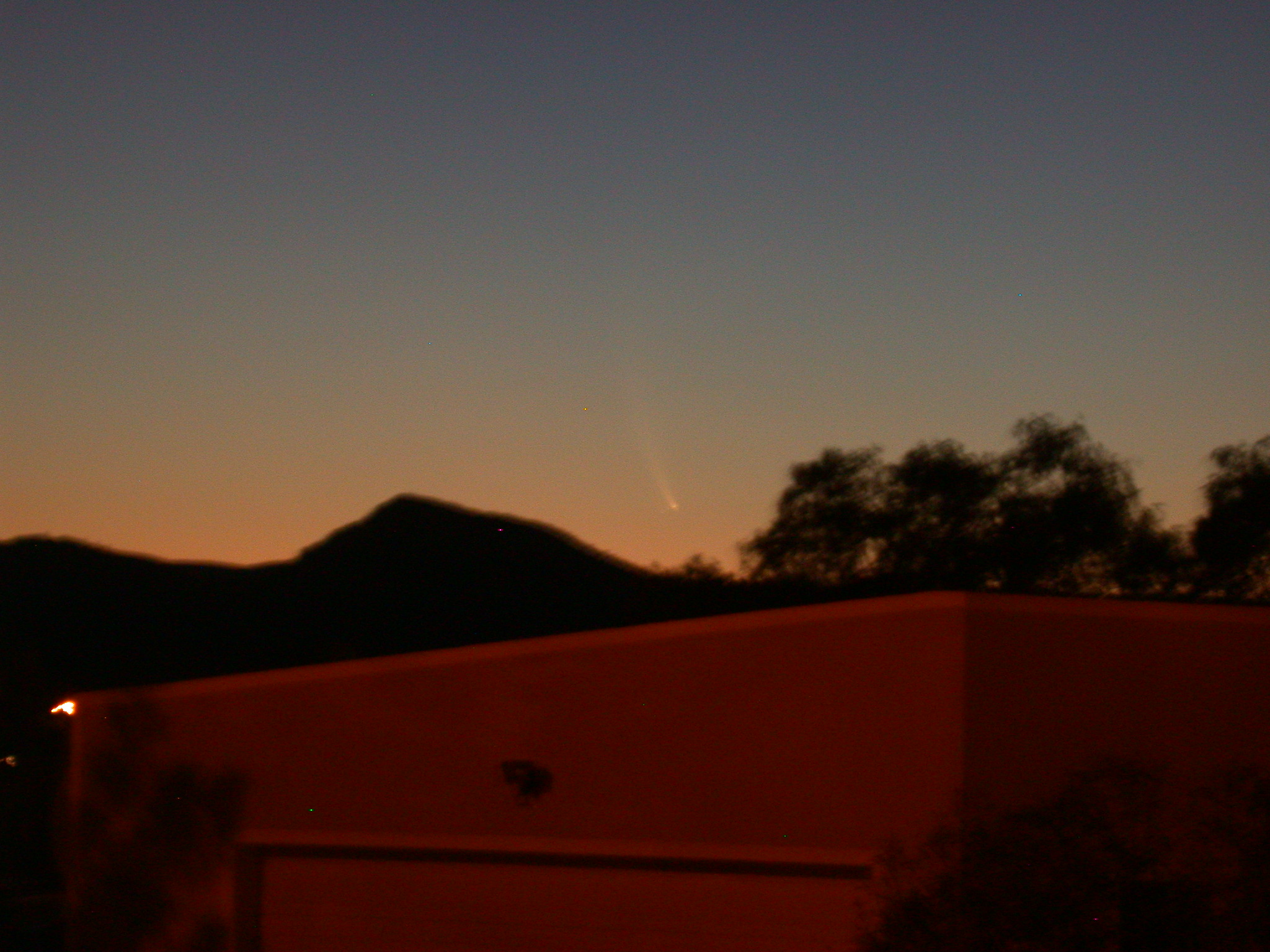
Windhoek, en Namibie, le 17 janvier à 20 heures locales.
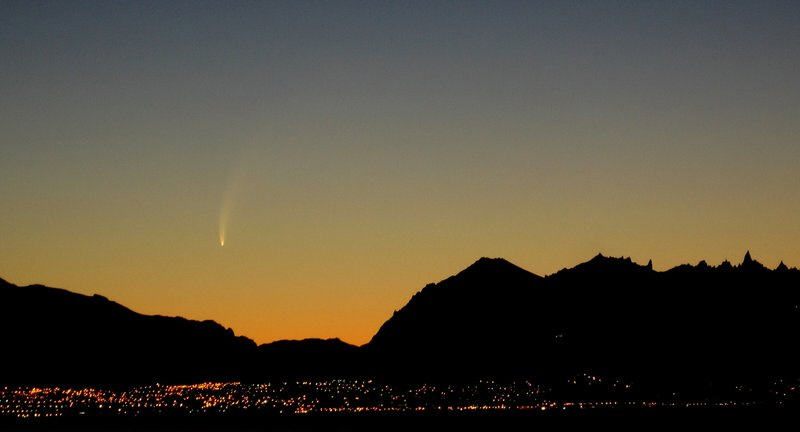
Coucher derrière les Andes, à Bariloche, en Argentine, le 17 janvier.
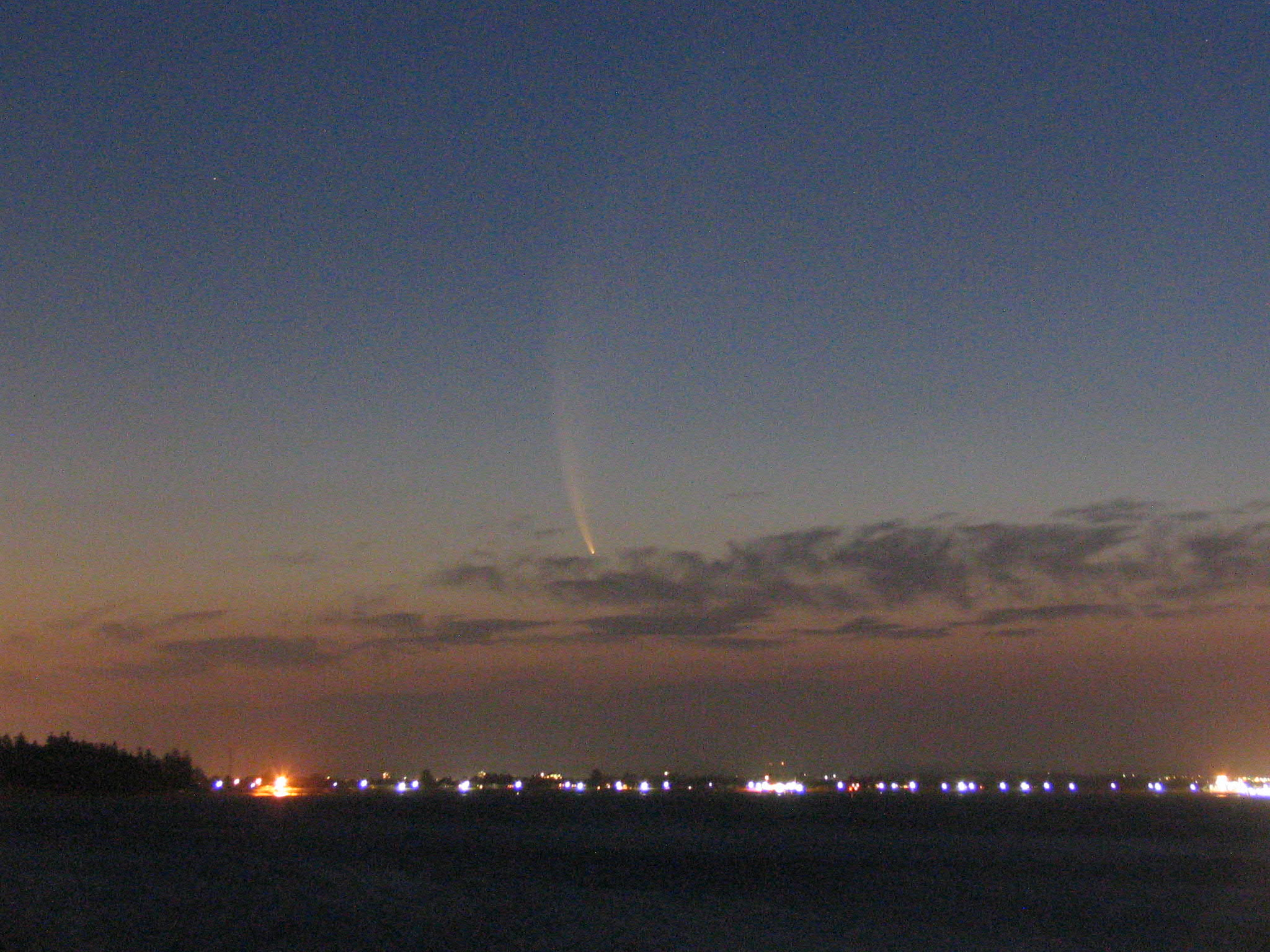
Le 19 janvier depuis La Perouse, Sydney, en Australie.
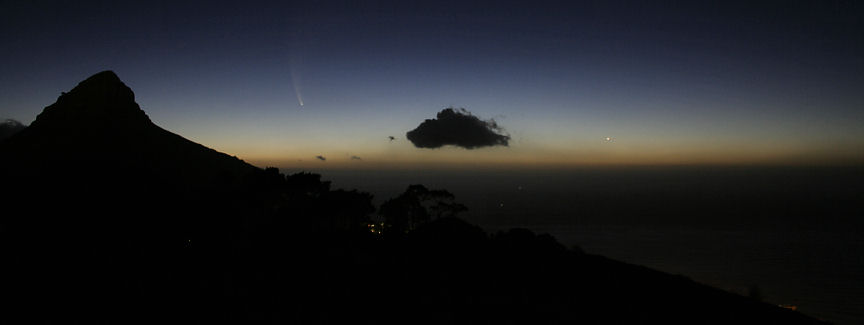
Depuis Signal Hill, au Cap, le 19 janvier. La silhouette de la Lion's Head est visible sur la gauche alors que, à droite, Vénus se couche au-dessus de l'océan Atlantique.
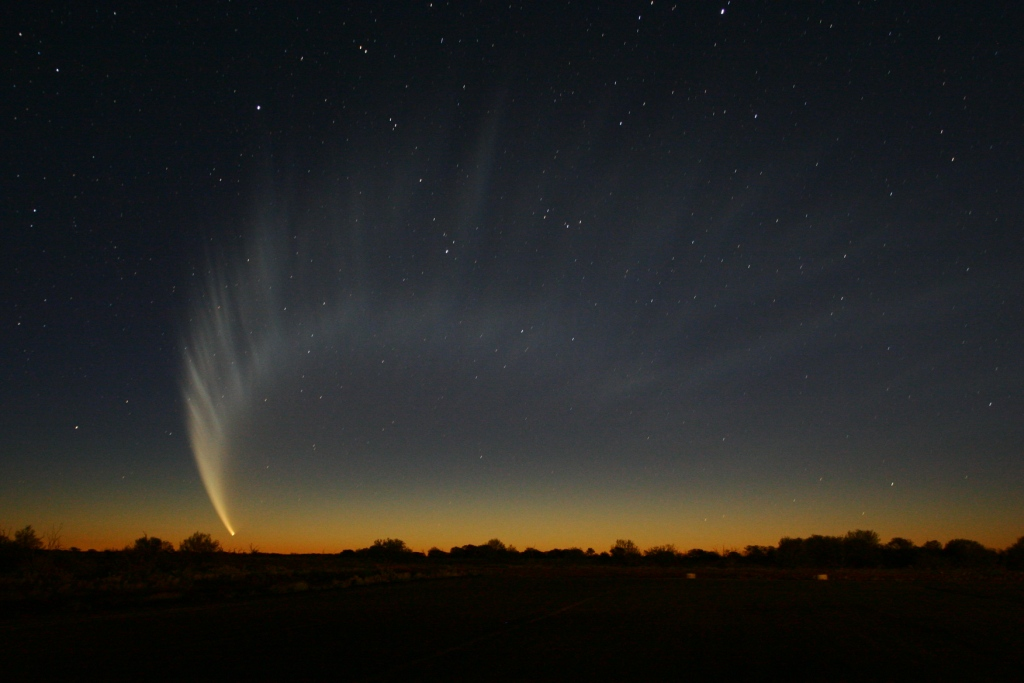
Le 20 janvier depuis Lawlers Gold Mine (en), en Australie-Occidentale.
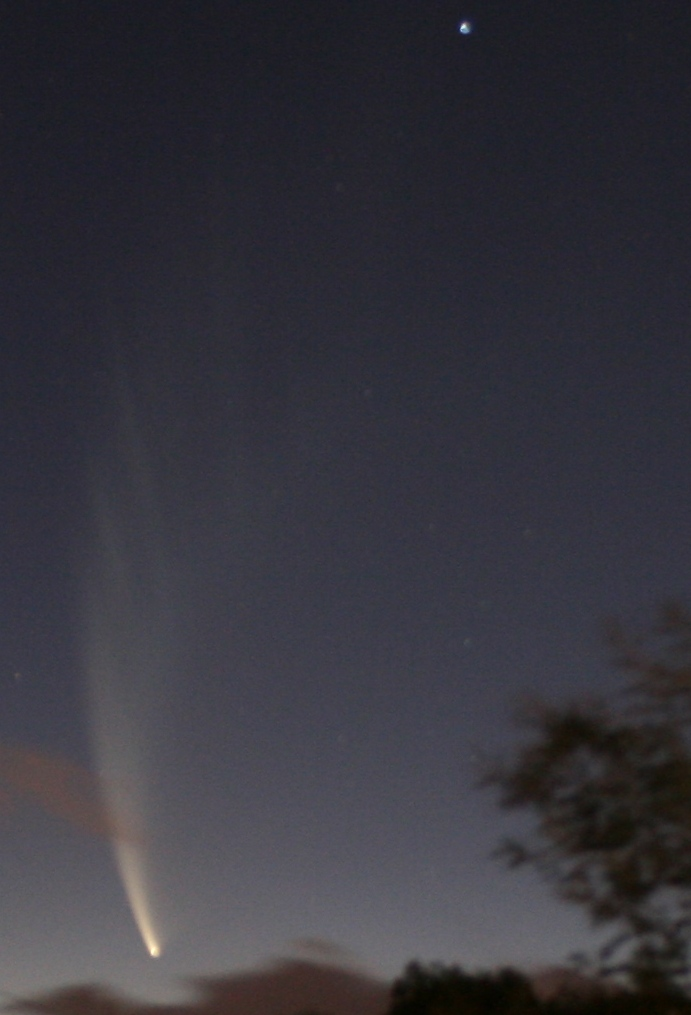
Depuis Red Hill, à Canberra, le 21 janvier.
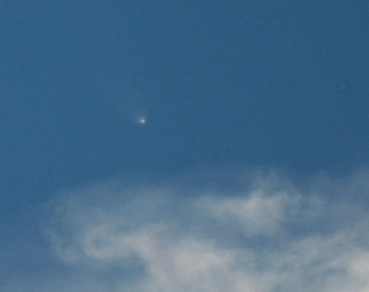
La comète McNaught en plein jour, lorsqu'elle était visible à l'œil nu. Prise le 13 janvier à 14 h 0 UTC à Gais, en Suisse.
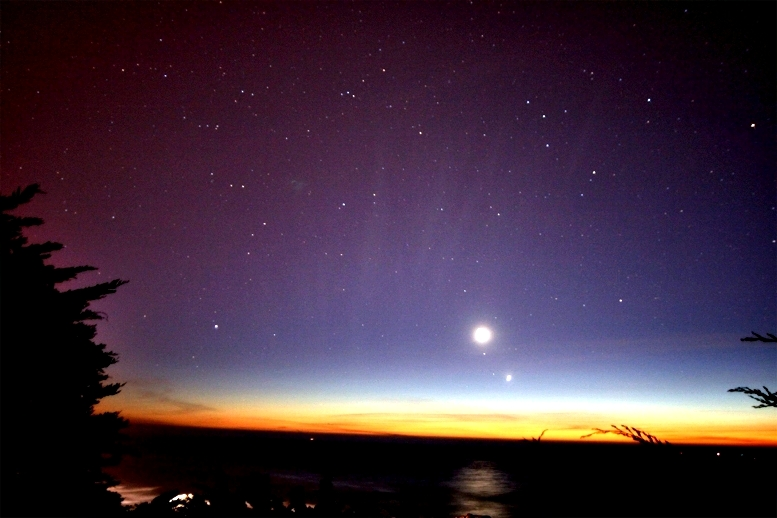
La queue de la comète McNaught était encore visible de l'hémisphère nord après que la comète avait elle disparu depuis longtemps. Cette photo montre également la Lune et Vénus.
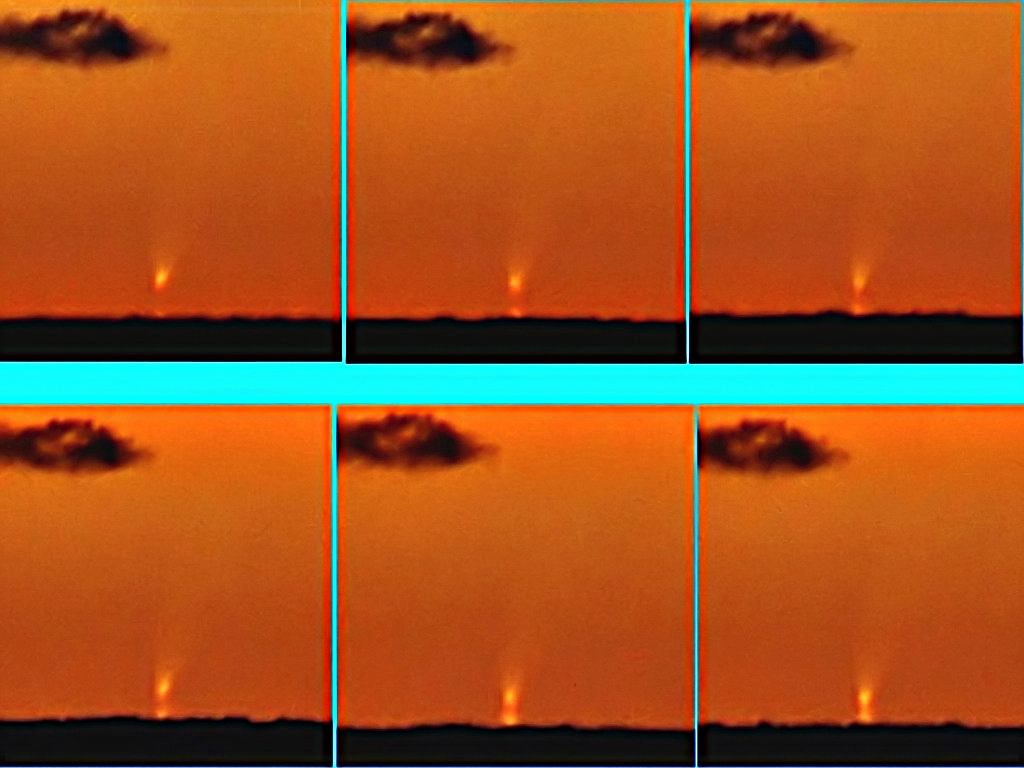
Une très rare séquence du mirage (en) inférieur du coucher de la comète.
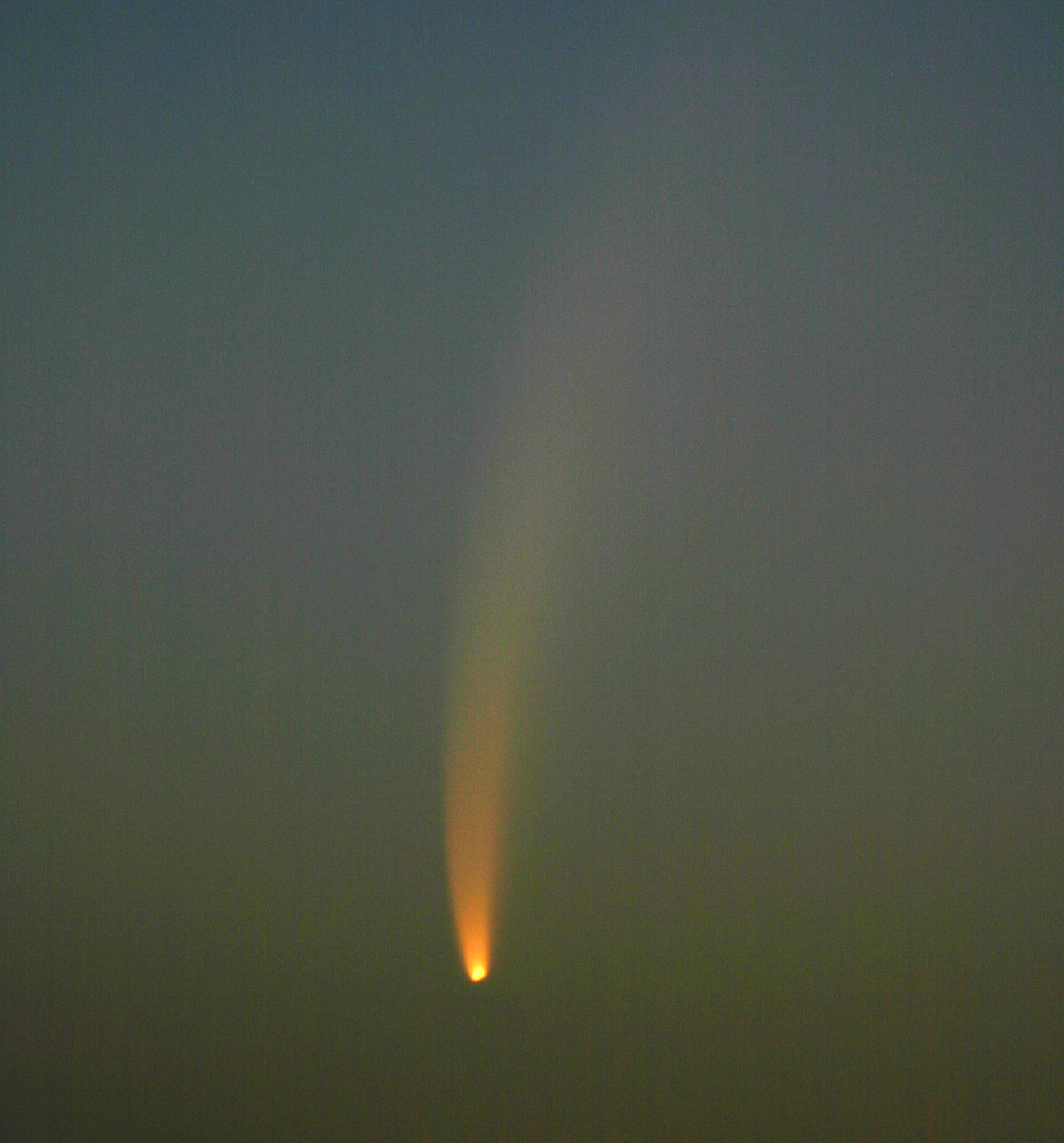
La comète McNaught.

## Période orbitale
La comète C/2006 P1 (McNaught) suit une trajectoire hyperbolique (avec une excentricité osculatrice supérieure à 1) pendant son passage dans le système solaire interne, mais l'excentricité de son orbite descendra en dessous de 1 après qu'elle a quitté l'influence des planètes et elle restera alors liée au système solaire comme comète du nuage de Oort.
Étant donné l'excentricité orbitale de cet objet, différentes époques peuvent produire des solutions optimales à deux corps non perturbées héliocentriques assez différentes pour la distance à l'aphélie (distance maximale du Soleil) de cet objet. Pour des objets dont l'orbite est aussi excentrique, les coordonnées barycentriques sont plus stables que les coordonnées héliocentriques. En utilisant JPL Horizons, les éléments orbitaux barycentriques pour l'époque 2050 produisent un demi-grand axe de 2 050 unités astronomiques et une période d'environ 92 700 ans.